# HD 30788
HD 30788，又名CD-44 1720，SAO 217004、HR 1548，是一颗恒星，视星等为6.72，位于銀經248.99，銀緯-40.07，其B1900.0坐标为赤經4h 45m 29.1s，赤緯-44° -40.07′ 18″。